# Orobdellidae
Orobdellidae é uma família de anelídeos pertencente à ordem Arhynchobdellida.
Género:
- Orobdella Oka, 1895